# 太平洋淵底蛇鰻
太平洋淵底蛇鰻為輻鰭魚綱鰻鱺目糯鰻亞目蛇鰻科的其中一種，分布於中東太平洋7°46'S, 167°10'W海域，棲息深度可達1168公尺，為深海底棲性魚類，生活習性不明。